# Agustín Fernando Muñoz y Sánchez
Pour les articles homonymes, voir Muñoz et Sánchez.
Agustín Fernando Muñoz y Sánchez, duc de Riánsares (es), né à Tarancón le 4 mai 1808 et mort au Havre le 11 septembre 1873, est un militaire espagnol et le second époux de la reine et régente Marie-Christine de Bourbon.

## Biographie
Son père tenait un débit de tabac. Il était sergent de la garde royale de Ferdinand VII. Il se serait fait remarquer par la reine en arrêtant leur équipage emballé, mais d'autres versions plus audacieuses ou scandaleuses de son ascension existent.
Après la mort du roi le 29 septembre 1833, ils contractèrent en secret un mariage morganatique le 28 décembre 1833 et eurent sept enfants :
- María Amparo, comtesse de Vista Alegre (17 novembre 1834 - 19 août 1864)
- María de los Milagros, Marquise de Castillejo (8 novembre 1835 - 9 juillet 1903)
- Agustín, duc de Tarancón (15 mars 1837 - 15 juillet 1855)
- Fernando, duc de Riansares y Tarancón (27 avril 1838 - 7 décembre 1910)
- María Cristina, marquise de Isabela (19 avril 1840 - 20 décembre 1921)
- Juan, comte du Recuerdo (29 août 1844 - 2 avril 1863)
- José, comte de García (21 décembre 1846 - 17 décembre 1863)

Il semble bien que ce mariage secret, dont tout le monde connaissait la réalité, ne fut pas très populaire en Espagne, et que cela contribua aux troubles qui menèrent à la Constitution de 1837. Cependant le trait selon lequel la mutinerie du 18 août 1836 aurait eu un rapport avec lui est légendaire.
Du fait du caractère secret de leurs noces, ils les célébrèrent enfin officiellement, avec le consentement de la reine Isabelle II d'Espagne, le 12 octobre 1844. En juin 1844, il avait été nommé Grand d'Espagne et avait reçu le duché de Riánsares (es) pour en justifier le titre. Le jour suivant la noce officielle, il fut encore nommé Lieutenant général et sénateur à vie. Sa belle-fille, la reine Isabelle II lui octroya l'ordre de la Toison d'or. Il reçut plus tard le titre de marquis de San Agustín (es) puis, alors qu'il était en exil en France avec son épouse Marie-Christine, le 1er avril 1847 Louis-Philippe Ier le nomma duc de Montmorot et le décora de la Légion d'honneur (Grand-croix).
Il fut le promoteur de diverses activités liées au chemin de fer dans la Principauté des Asturies et le Pays valencien, ce qui lui valut une grande fortune. Dénué d'ambition politique, il refusa, dit-on, la couronne de l'Équateur lorsqu'elle lui fut proposée. La couronne fut proposée à son fils aîné qui mourut prématurément en exil. 
Il mourut cinq ans avant son épouse en exil, au Havre.